# ناوگروه ضربت ۲
ناوگروه ضربت ۲ (انگلیسی: Carrier Strike Group 2) از ناوگروه‌های ضربت و یک گروه تهاجمی از ناوهای هواپیمابر در نیروی دریایی ایالات متحده آمریکا است که پیشینه تأسیس آن به سال ۱۹۳۱ و تشکیل لشکر ۲ حامل بازمی‌گردد و فرم کنونی آن در اکتبر ۲۰۰۴ شکل گرفت.
ناو هواپیمابر یواس‌اس دوایت آیزنهاور پرچمدار فعلی این گروه ضربتی است. از اوت ۲۰۲۰، سایر واحدهای اختصاص داده شده به گروه ضربت ۲ شامل ۹ اسکادران از لشکر ۳ حامل، رزم‌ناو رده تیکاندروگا، یواس‌اس مونتری (سی‌جی-۶۱)، یواس‌اس ولا گلف (سی‌جی-۷۲)، ناوشکن کلاس آرلی برک، یواس‌اس میتسچر (دی‌دی‌جی-۵۷)، یواس‌اس لابون (دی‌دی‌جی-۵۸) و یواس‌اس ماهان (دی‌دی‌جی-۷۲) می‌باشند.
یگان‌های این گروه اولین نیروهای دریایی ایالات متحده بودند که در عملیات عزم راسخ که عملیات هوایی چندجانبه به رهبری ایالات متحده بود، در سال ۲۰۱۴ علیه داعش شرکت کردند. هم‌اکنون دریاسالار کیوان حکیم‌زاده فرماندهی ناوگروه ضربت ۲ را برعهده دارد.